# Geophaps smithii
Pombo-de-smith ou pombo-de-máscara-vermelha (Geophaps smithii) é uma espécie de ave da família Columbidae.
É endémica da Austrália.
Os seus habitats naturais são: matagal árido tropical ou subtropical e campos de gramíneas subtropicais ou tropicais secos de baixa altitude.
Está ameaçada por perda de habitat.